# Vol Merpati Nusantara Airlines 8968
Le 7 mai 2011, le Xian MA60 assurant vol Merpati Nusantara Airlines 8968, un vol intérieur régulier de la compagnie indonésienne Merpati Nusantara Airlines reliant Sorong à Nabire (en), avec une escale prévue à Kaimana (en), dans la province indonésienne de Papouasie occidentale, s'est écrasé en mer alors qu'il était en phase d'approche vers l'aéroport d'Utarom (en) dans des conditions météorologiques défavorables, tuant les 25 passagers et membres d'équipage à bord. Il s'agit à ce jour du premier et du seul accident mortel impliquant le Xian MA60.
Le Comité national pour la sécurité dans les transports indonésien (NTSC) a conclu que cet accident a été principalement causé par une erreur des pilotes. Au cours de l'approche, l'équipage a eu du mal à repérer visuellement l'aéroport, en raison des fortes pluies présentes dans la région, et ont finalement entamé une procédure de remise de gaz. Cependant, ils n'ont pas prêté suffisamment attention à l'angle d'inclinaison de l'avion, car ils regardaient tous les deux par la fenêtre du cockpit pour localiser la piste. Le manque de conscience de la situation par les deux pilote a finalement conduit à une inclinaison trop élevée de l'appareil qui a ensuite plongé dans la mer.

## Contexte

### Avion

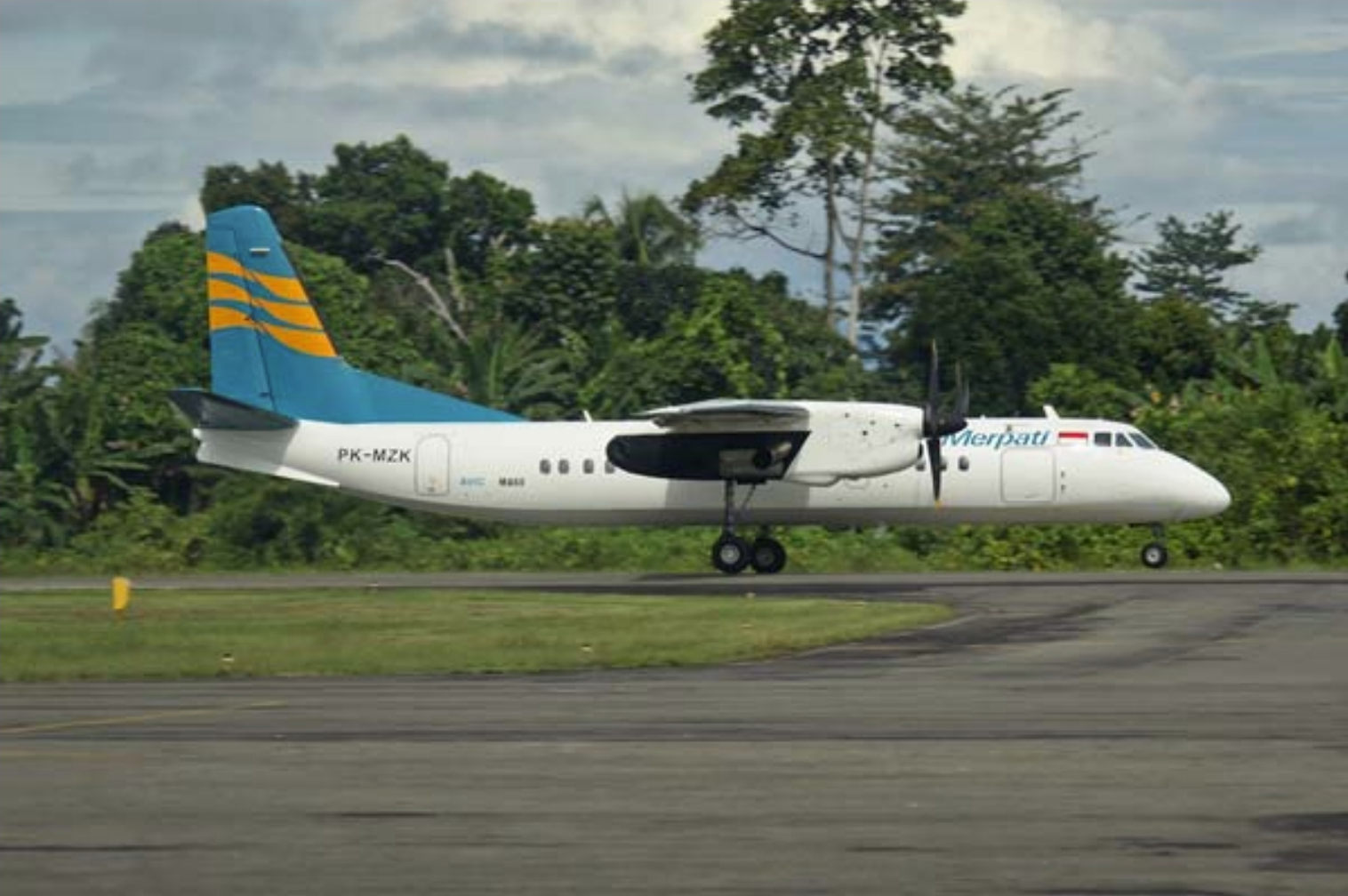
PK-MZK, le Xian MA60 impliqué, photographié le jour de l'accident.

L'appareil en question était un Xian MA60, un bi-turbopropulseur de fabrication chinoise immatriculé en Indonésie PK-MZK (numéro de série 0603) et propulsé par deux moteurs Pratt & Whitney Canada PW127J. 
Selon le NTSC, l'avion a été fabriqué en 2007 et est entré en service chez Merpati Nusantara Airlines en octobre 2010 ; il totalise 615 heures de vol et 764 cycles (décollage/atterrissage) au moment de l'accident.

### Passagers et équipages
Les autorités ont d'abord indiqué qu'il y avait au total 27 personnes à bord de l'avion. Selon le manifeste des passagers publié par la compagnie aérienne, il y avait 25 personnes (21 passagers et 4 membres d'équipage) à bord de l'avion, toutes de nationalité indonésienne. Les 21 passagers étaient composés de 18 adultes, 2 enfants et un bébé. Les quatre membres d'équipage étaient composés de deux pilotes et de deux hôtesses de l'air en cabine. Il y avait également deux mécanicien navigant à bord de l'avion, mais ils étaient mentionnés comme passagers sur le manifeste. [ 8 ]
Le commandant de bord a été identifié comme étant Purwandi Wahyu (55 ans). Il a rejoint Merpati Nusantara Airlines en 1977, en tant que copilote sur un De Havilland Canada DHC-6 Twin Otter. Selon les archives de la compagnie aérienne, le commandant Wahyu était très expérimenté puisqu'il cumulé un total de 24 470 heures de vol à son actif. Cependant, seulement 199 heures avaient été effectuées sur le Xian MA60. La majorité de ses heures de vol avait été effectuée sur des avions de type Fokker, en particulier le Fokker F100 sur lequel il comptait 6 982 heures de vol.
Le copilote a été identifié comme étant Paul Nap (36 ans). Il a rejoint la compagnie aérienne en 2007. Contrairement au commandant Wahyu, la majorité des heures de vol du copilote Nap avait été effectuée sur le Xian MA60. Sur ses 370 heures de vol, 234 heures avaient été effectuées sur ce type d'avion.

## Déroulement du vol
Le vol 8968 effectuait une liaison régulière entre Sorong et Kaimana (en) ; le copilote Nap était le pilote en fonction (PF) tandis que le commandant Wahyu était le pilote surveillant. Selon le journal de bord, l'avion et l'équipage avaient effectué trois autres vols plus tôt dans la journée, tous effectués en Papouasie (province indonésienne)Papouasie et en Papouasie occidentale. Le vol devait être effectué selon les règles de vol aux instruments (IFR), tandis que l'approche serait effectuée selon les règles de vol à vue (VFR), car l'aéroport de destination n'avait pas publié de procédure pour une approche IFR.
À 12 h 45, heure locale, le vol 8968 a décollé de l'aéroport Domine-Eduard-Osok de Sorong avec 21 passagers et 4 membres d'équipage. Il a été autorisé à voler à une altitude de 15 000 pieds (4 600 m) dans l'espace aérien contrôlé. Après son départ de l'espace aérien contrôlé, l'équipage a contacté le centre de contrôle de Biak et a poursuivi son vol vers l'aéroport d'Utarom (en), qui dessert Kaimana.
À 13 h 20, l'équipage a établi le contact avec le contrôle de la circulation aérienne (ATC) de Kaimana et a annoncé l'heure d'arrivée prévue à 13 h 54. Il a ensuite reçu des informations sur la météo à Kaimana. L'ATC a signalé que l'aéroport était sous une pluie modérée, avec une visibilité d'environ 1,6 à 4,3 milles nautiques (3 à 8 km). L'équipage a poursuivi son vol et l'avion a entamé sa descente à 13 h 25, à une distance d'environ 54 milles nautiques (100 km) de l'aéroport.
Vers 13 h 30, le contrôleur aérien de Kaimana a signalé que les conditions météorologiques s'étaient détériorées et que l'aéroport était sous une forte pluie. Le commandant Wahyu a alors demandé au contrôleur s'il restait une zone sans précipitations. Le contrôleur a ensuite répondu que la zone au sud de l'aéroport était toujours dégagée. Le commandant a alors demandé au copilote Nap de voler vers le sud de l'aéroport pour tenter une approche à vue.
À environ 7 milles nautiques (12 km) de l'aéroport, l'équipage a fait un autre rapport de position. L'ATC de Kaimana a cependant annoncé qu'il pleuvait toujours beaucoup à l'aéroport et que la visibilité s'était détériorée à 1,1 milles nautiques (2 km). Le commandant Wahyu a alors demandé au contrôleur si la piste était visible depuis la tour de contrôle de l'aéroport. Le contrôleur de la tour a confirmé qu'elle était visible et l'équipage a décidé de poursuivre l'approche vers Kaimana.

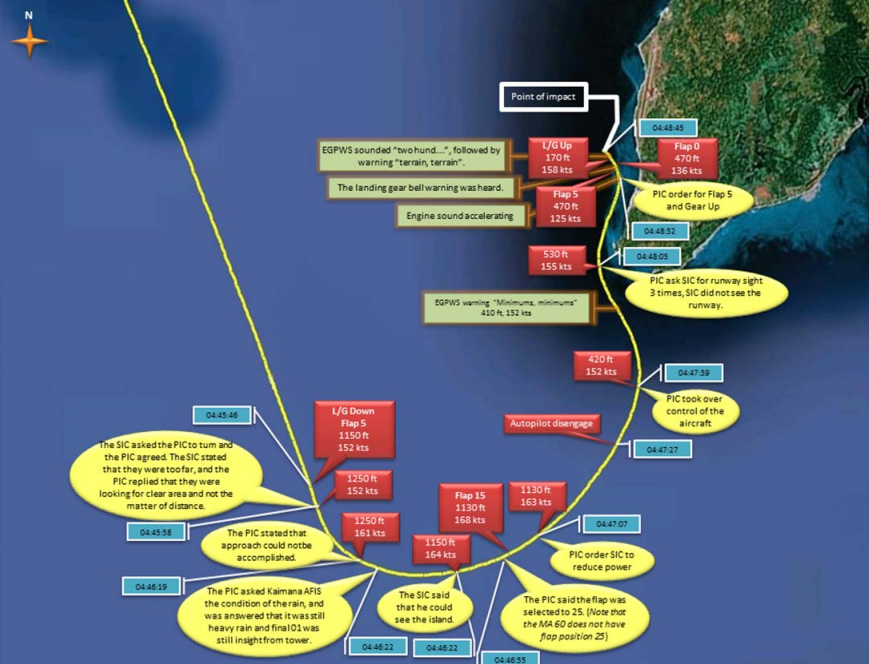
Schéma représentant le dernier segment du vol 8968 (extrait du rapport final du NTSC).

L'avion a ensuite été configuré pour l'atterrissage et le personnel navigant commercial (PNC) a été invité à préparer la cabine. Le pilote automatique a été désactivé à une altitude de 960 pieds (290 m). Le commandant de bord Wahyu a alors pris les commandes au copilote Nap. L'équipage a ensuite essayé de localiser la piste mais, en raison de la visibilité limitée, il n'a pas pu la voir. Ils ont alors décidé d'initier une remise de gaz. L'avion a été mis en montée et a viré vers la gauche. La puissance des moteurs a augmenté, puis les volets et le train d'atterrissage ont été rentrés.
L'équipage a d'abord fait tourné l'avion vers la gauche, avec un angle d'inclinaison de 11°. Le roulis a ensuite commencé à augmenter, atteignant jusqu'à 38°. L'avion est ensuite descendu rapidement vers la mer, avec un taux de descente de 3 000 pieds/minute (15 m/s), et en quelques secondes, le vol 8968 a plongé dans l'eau à une vitesse de 158 nœuds (293 km/h). L'avion s'est disloqué en quatre tronçons principaux et a coulé à environ 2 600 pieds (800 m) au sud-ouest de la piste d'atterrissage.
Le contrôleur a perdu tout contact avec l'équipage du vol 8968. Un témoin oculaire a alors téléphoné au contrôleur et a déclaré qu'un avion de la compagnie Merpati venait de s'écraser dans la mer, près de l'aéroport. Par la suite, le personnel de l'aéroport et les services de secours ont été déployés sur le lieu du crash. Selon un officier de la marine locale, l'avion a « explosé » lors de l'impact avec l'eau. Il n'y a eu aucun survivant parmi les 25 personnes à bord.

## Recherches de l'avion et des corps
L'Agence nationale indonésienne de recherche et de sauvetage (en) a annoncé qu'un total de quinze corps avaient été récupérés immédiatement après le crash, les autres étant toujours coincés dans l'épave. La marine indonésienne, la police locale, les responsables de l'aéroport et de nombreux volontaires ont participé à la recherche des victimes. Une recherche impliquant dix plongeurs de la marine a été lancée pour récupérer des corps supplémentaires, mais les conditions météorologiques et les difficultés liées à l'équipement utilisé ont rendu l'effort de recherche infructueux. Les recherches ont finalement dû être temporairement interrompues en raison d'un fort courant présent dans le secteur de l'accident, qui aurait déplacé l'épave de 500 m par rapport à sa position initiale.
L'épave a été retrouvée submergée dans des eaux peu profondes (entre 7 et 15 m), à environ 550 m au large de Kaimana et 880 m avant la piste d'atterrissage. L'enregistreur de paramètres (FDR) de l'avion a été récupéré le 8 mai. Selon les autorités, il a été récupéré à une profondeur de 12 m, sous le corps d'une des victimes. Le même jour, les autorités ont également annoncé que les corps de 20 personnes, dont 2 agents de bord, avaient été récupérés sur le lieu du crash ; au total, seul 16 d'entre eux ont été identifiés.
Le 9 mai, les équipes de recherche et de sauvetage ont réussi à localiser l'enregistreur phonique (CVR). Elles ont également récupéré deux corps sur le lieu du crash, dont celui d'un enfant de 5 ans, ce qui porte le nombre total de corps récupérés à 22. Les autorités ont signalé que les corps du commandant Wahyu et du copilote Nap étaient toujours portés disparus. Le 10 mai, les équipes de sauvetage ont réussi à récupérer un autre corps sur le lieu de l'accident. Les corps des deux pilotes ont été découverts plus tard dans le cockpit. Cependant, l'opération de récupération a été reportée en raison d'un fort courant sous-marin dans la zone ; ils ont été récupérés le lendemain. Les 25 victimes avaient toutes été récupérées le 11 mai et immédiatement rapatriées auprès de leurs familles respectives.
Les sauveteurs ont commencé l'opération de récupération de l'épave de l'avion le 20 mai, et l'ont poursuivie jusqu'au 31 mai. Selon le NTSC, ils ont réussi à récupérer la plupart des pièces de l'avion, y compris la partie avant du fuselage et le cockpit.
Après examen, il a été découvert que le contenu des deux enregistreur étaient cryptés en chinois ; en conséquence, ils a été envoyé en Chine pour l'analyse de leurs données.

## Enquête
Le NTSC a ouvert une enquête sur l'accident et a été aidé par son homologue chinois, l'Administration de l'aviation civile de Chine (CAAC). Le NTSC a envoyé une équipe d'enquêteurs à Kaimana quelques heures après l'accident. Les membres du NTSC ont conseillé au public de ne pas mêler la politique et la controverse concomitante concernant l'avion dans l'enquête.
Le PDG de Merpati, Sardjono Jhony, a déclaré que l'avion était en état de vol, car le carnet de maintenance n'indiquait aucun défaut particulier ; cela a été confirmé par des responsables du ministère des Transports.

### Conditions météos
Le bulletin météorologique fourni à l'aéroport d'Utarom a cependant confirmé que les conditions météorologiques autour de Kaimana avaient diminué avant l'accident. Vers 13 h 00, heure locale, la visibilité était toujours de 4,3 milles nautiques (8 km) avec un vent de surface léger. Une pluie légère a été notée et des cumulonimbus ont été signalés au sud-ouest de l'aéroport. Un autre rapport, publié une heure après le précédent, indique que la visibilité était tombée à 1,6 milles nautiques (3 km), avec une pluie modérée dans la région , il n'y avait en revanche pas beaucoup de changement concernant le vent de surface. Selon la transmission qui a été envoyée par le contrôleur de l'aéroport pendant l'approche, la visibilité s'était détériorée à 1,1 milles nautiques (2 km) et la pluie dans la région s'était intensifiée.
Avec une visibilité de seulement 2 km, la capacité des pilotes à repérer visuellement la piste était limitée. Comme l'approche s'effectuait selon les règles de vol à vue, les pilotes n'étaient pas autorisés à effectuer cette approche et auraient dû attendre que les conditions météorologiques commencent à s'améliorer. Le CVR a enregistré l'alerte « minimum » de l'avertisseur de proximité du sol (GPWS), à l'intérieur du cockpit, pendant l'approche finale vers Kaimana. Selon le manuel d'exploitation de Merpati, l'équipage aurait dû choisir d'abandonner sa tentative d'atterrissage car il n'avait pas stabilisé son approche.
Les enregistreurs de vol ont révélé que l'équipage a finalement tenté de remettre les gaz, car il n'avait pas réussi à localiser la piste. Cependant, l'avion a commencé à s'incliner considérablement vers la gauche et l'altitude a commencé à chuter rapidement, jusqu'à ce qu'il s'écrase sur l'eau.

### Facteur humain
Après avoir reçu de nombreuses informations concernant la détérioration des conditions météos, ils ont insisté pour poursuivre l'approche, même s'il y avait de nombreux indices indiquant qu'ils devaient reporter l'approche. Cela a encore aggravé leur état de conscience, car leur charge de travail a encore augmenté et ils ont commencé à se ressentir du stress à ce sujet.
Les pilotes ont ensuite omis de vérifier leur liste de vérifications d'approche, qui, selon les enquêteurs, était cruciale pour que les deux membres de l'équipage puissent « synchroniser le plan d'approche », y compris concernant les différentes mesures qu'ils auraient prises si le vol avait dérogé à la procédure standard. Par la suite, les pilotes ont choisi le mauvais réglage de puissance des moteurs pendant l'approche, créant une valeur de couple de 70 % et 82 %, soit nettement inférieure à la valeur habituelle de 95 %. Cela a entraîné une baisse des performances de l'avion.
En raison de leur incapacité à trouver la piste, les pilotes décidèrent de remettre les gaz. Le CVR capta l'appel du commandant Wahyu pour rentrer les volets à 25°, ce qui était une configuration pratiquement impossible sur le Xian MA60. Les volets furent alors rentrés à 5°, une procédure qui existait dans la procédure de remise de gaz sur le Fokker F100, le modèle d'avion qu'il avait piloté auparavant. Selon l'enquête, cette action du commandant Wahyu était due au stress qu'il ressentait, en raison de l'approche difficile et de la décision finale de remettre les gaz.
Malgré la mauvaise action du commandant de bord Wahyu, le copilote Nap, qui avait beaucoup plus d'expérience avec le système de commandes de vol de l'appareil, était assis à côté du commandant de bord pendant toute l'approche et aurait dû lui rappeler la mauvaise configuration. L'enregistrement du CVR a révélé que la communication entre les deux pilotes était limitée, même avant la phase d'approche du vol. Les enquêteurs ont suspecté qu'il y avait un fort gradient d'autorité entre les deux pilotes, car à plusieurs reprises, les conversations entre les deux membres de l'équipage étaient pratiquement inexistantes. Cela pourrait avoir été causé par la différence entre les 30 ans d'expérience de vol du commandant Wahyu et les 370 heures de vol du copilote Nap. Il y avait des indications que le commandant de bord pouvait avoir douté de la capacité de son copilote à effectuer le vol. En tant que pilote beaucoup moins expérimenté, le copilote est devenu passif dans le poste de pilotage et n'a donc pas parlé des erreurs du commandant de bord.
Pendant la remise de gaz, les pilotes ont continué à chercher visuellement la piste. Ils ont détourné leur attention des instruments de vol pour tenter de localiser la piste d'atterrissage. Ce manque de vigilance a finalement conduit à l'inclinaison excessive de l'avion, n'a pas été surveillé de manière adéquate par l'équipage. Combiné à la baisse de performance de l'avion, due à sa mauvaise configuration par les pilotes, l'avion s'est mis à descendre rapidement vers la mer. La faible altitude de l'avion a rendu difficile la récupération de l'avion par l'équipage.

### Défaillance de la compagnie aérienne
Un examen plus approfondi du programme de formation des deux pilotes a été mené, car des questions ont été soulevées concernant les actions d'un pilote avec 30 ans d'expérience de vol qui a pu, d'une manière ou d'une autre, revenir à des habitudes opérationnelles développées sur un autre type d'avion. Même si le commandant Wahyu pilotait un Xian MA60 au moment de l'accident, il est revenu à son ancienne formation de vol sur le Fokker F100. Avant de changer d'avion, un équipage doit d'abord être formé pour s'adapter à l'équipement de vol de l'avion en question. Si le programme de formation était adéquat, le commandant n'aurait pas dû revenir à un modèle de vol adapté à un type d'avion complètement différent.
Le rapport indique que le programme de formation a été était jugé inadéquat par rapport aux normes requises. Le NTSC, avec l'aide de l'ATSB australien, a également trouvé plusieurs phrases non standard dans le manuel de vol et le manuel de maintenance de l'avion. Même si cette découverte n'a pas été considérée comme une cause directe de l'accident, le résultat a néanmoins été jugé important, car il aurait pu semer la confusion au sein de l'équipage.
Il a été constaté qu'un programme de formation inadéquat, combiné à la situation stressante à laquelle les pilotes étaient confrontés lors de l'approche, a finalement conduit le commandant Wahyu à revenir à ses anciennes habitudes de vol.

### Rapport final
Le rapport final a été publié en mai 2012. L'enquête du NTSC a permis de déterminer que l'avion volait à vue dans des conditions qui ne se prêtaient pas à une approche de ce type. L'équipage n'a pas suivi les procédures opérationnelles standard (SOP) et n'a pas effectué de briefing d'approche, ni effectué la liste de vérifications pour l'atterrissage. Les pilotes ont continuellement cherchés à établir une référence visuelle avec la piste, mais sans succès. Après la décision d'interrompre l'approche, le commandant de bord a dérogé aux procédures de remise de gaz standard, alors que l'avion se trouvait à proximité de l'eau. La descente rapide était principalement le résultat d'une combinaison de plusieurs facteurs, tels qu'un angle d'inclinaison élevé (jusqu'à 38° vers la gauche) et des volets rentrés à 5° puis à 0°, ainsi que le couple moteur, la vitesse et l'assiette à piquer.
Comme la plupart des mesures de sécurité avaient été mises en œuvre par les parties concernées avant la publication du rapport final, les enquêteurs n'ont émis que six recommandations. Le constructeur de l'avion, Xi'an Aircraft Industrial Corporation, avait révisé le manuel d'exploitation et de maintenance de ses avions et des mesures de sécurité approfondies avaient été menées par Merpati, à la suite de l'audit officiel du gouvernement indonésien. Le NTSC a également ordonné à la compagnie aérienne de revoir son système de gestion de la formation de ses équipages.